# پایگاه هوایی گرنی
پایگاه هوایی گرنی (به انگلیسی: Gorny (air base)) یک فرودگاه نظامی است . این فرودگاه در کشور روسیه قرار دارد و در ارتفاع ۱۴۵ متری از سطح دریا واقع شده‌است.